# 劉芳貴
劉芳貴，字群圃。山東臨清人（現河北威縣），中國抗日烈士，1937年任21師122團上校團長，七七事變后率部趕赴長城居庸關參加南口戰役，阻擊日軍，被日軍擊穿胸部犧牲殉國。

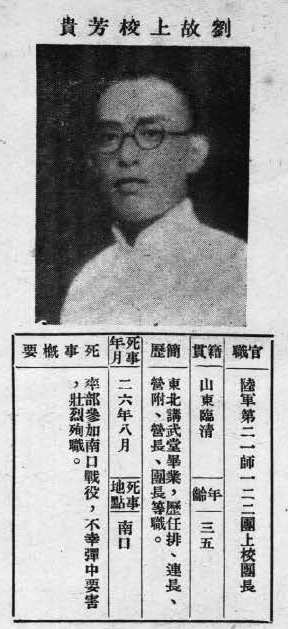
《抗戰軍人忠烈錄》（第一輯）中的劉芳貴烈士遺像

劉芳貴 生於1904年，小學畢業后因家境貧寒投入奉軍，1925年10月東北陆军講武堂第五期步兵科畢業，廬山軍官訓練團第一期畢業，后隨劉珍年赴山東發展，劉珍年獨具膠東半島，劉芳貴任副團長職，劉珍年被蔣介石扣押并殺害后，劉芳貴轉而支持黃埔一期畢業生李仙洲，并因戰功升任122團上校團長。
七七事變后，全面抗戰爆發，21師奉命馳援南口，劉芳貴所部于8月15日趕赴南口即參加戰鬥，日軍以飛機大炮作掩護進行陣地搶奪戰，劉芳貴在指揮衝鋒戰鬥時被日軍擊穿胸部受重傷，因傷及要害，後於山西大同不治身亡。劉芳貴犧牲后，葬于山西省榆次，1953年由家人移葬河北老家。